# Naviduct

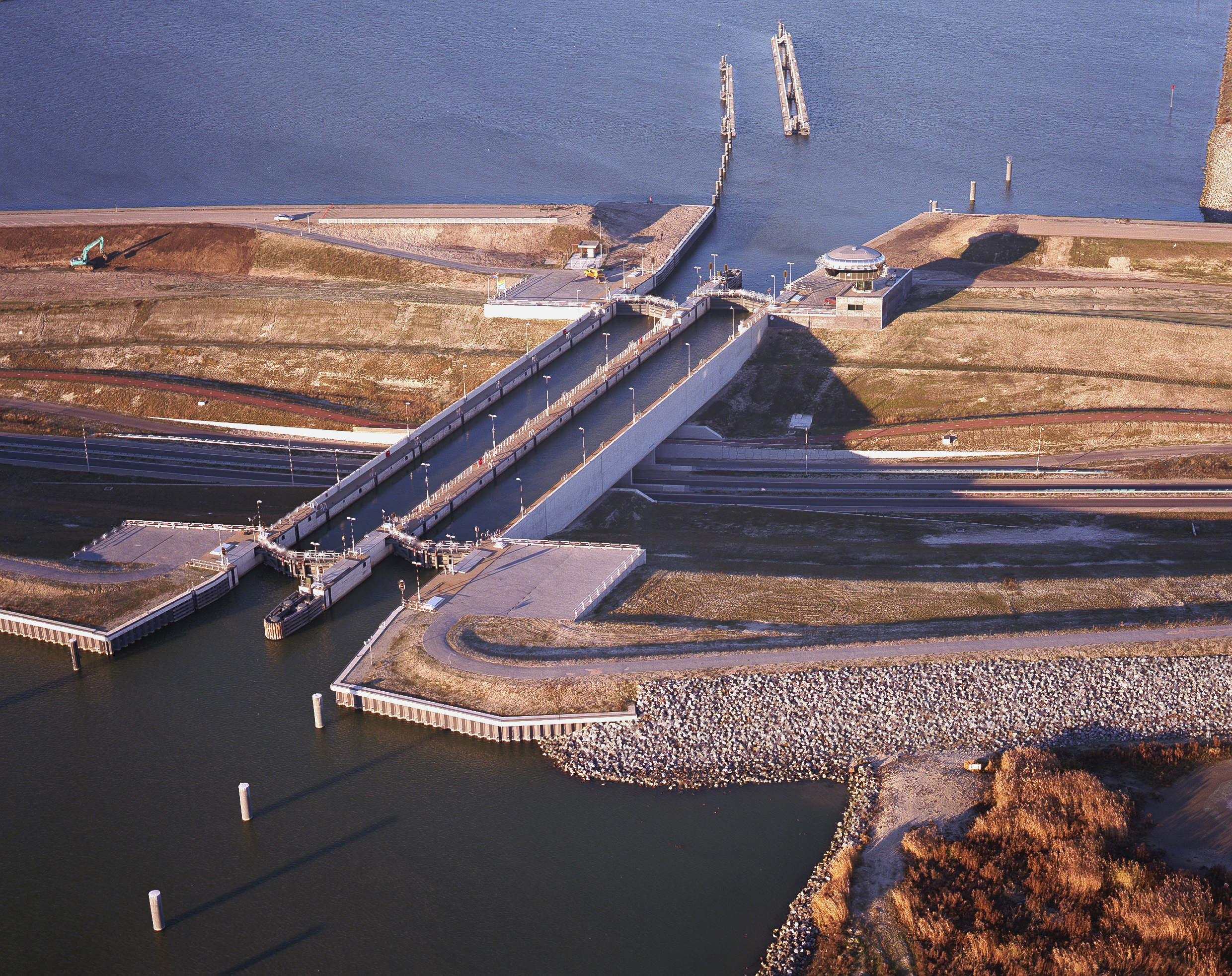
Naviduct Krabbersgat

Een naviduct is een aangepast soort aquaduct, waarbij zich in de waterloop een sluis bevindt. Naviducten hebben hoge constructiekosten vergeleken met de standaard sluizen met bruggen, maar de economisch gunstige factor die ze met zich meebrengen is dat ze oponthoud van (goederen)verkeer tegengaan. 's Werelds eerste naviduct is in 2003 geopend in de Houtribdijk bij het Nederlandse Enkhuizen, genaamd: naviduct Krabbersgat

## Etymologie
De term naviduct is een porte-manteauwoord opgebouwd uit het Latijnse zelfstandig naamwoord navis (schip) en het Latijnse werkwoord ducere (geleiden); 'naviduct' zou kunnen worden vertaald als: 'schepengeleider'.

## Toekomst
De Nederlandse overheid bestudeert of ook de twee sluiscomplexen in de Afsluitdijk vervangen kunnen worden door naviducten. Een en ander is vastgelegd in de Structuurvisie Toekomst Afsluitdijk (december 2011). Hierin wordt gesteld dat hier pas op lange termijn sprake van kan zijn, omdat eerst de sluizen zelf gerenoveerd dienen te worden en dit niet gepaard zal gaan met de bouw van naviducten. In 2012 stuurde de staatssecretaris een brief op basis van de Structuurvisie naar de Tweede Kamer, met daarin de factoren die bepalend zijn bij het besluit om een naviduct bij Kornwerderzand, een van de sluiscomplexen in de Afsluitdijk, aan te leggen. Er werd een kosten-batenanalyse voor alle mogelijke scenario's voorgesteld. De bouw van een naviduct werd in 2012 wel gezien als een van de opties om de huidige sluizen te vervangen wanneer het eind van hun levensduur in zicht komt (in circa 2050).